# Беспомощный
«Беспомощный» (англ. Numb) — американо-канадская драма 2007 года.

## Сюжет
Хадсон Милбанк — преуспевающий голливудский сценарист, который самым странным образом оказывается лишённым каких-либо эмоциональных чувств. Он меняет врачей, психиатров одного за другим, но ничего не помогает. Игра в гольф, уроки лесбийских упражнений, головокружительное количество таблеток помогают ему пережить очередной день, но не решают его проблем. Его друзья и коллеги делают все, чтобы вернуть его к жизни, но тщетно. Так продолжается до тех пор, пока Хадсон не встречает Сару, которая буквально врывается в его жизнь и он осознает, что к нему возвращаются чувства и появляется стимул для продолжения жизни…

## В ролях
| Актёр            | Роль            |
| ---------------- | --------------- |
| Мэттью Перри     | Хадсон Милбэнк  |
| Кевин Поллак     | Том             |
| Линн Коллинз     | Сара Харрисон   |
| Джулия Андерсон  |                 |
| Хелен Шейвер     | Одри Милбэнк    |
| Боб Гантон       | доктор Таунсэнд |
| Марк Ачесон      | бездомный       |
| Ноа Дэнби        | Тим             |
| Уильям Дэвис     | Питер Милбэнк   |
| Брайан Джордж    | доктор Ричмонд  |
| Мэри Стинберджен | доктор Блейн    |
| Бен Айрес        |                 |
| Анжела Бесхара   |                 |
| Беверли Брюэр    |                 |

## Производство
Хотя действие фильма происходит в Лос-Анджелесе, фильм снимался в Ванкувере и других местах Лоуэр-Мейнленд Британской Колумбии, включая Кокуитлам, Порт-Кокуитлам, Мейпл-Ридж, Питт-Медоуз и Лэнгли.